# 栄村
栄村（さかえむら）は、長野県北東部（北信地方）にある村。下水内郡に属する。新潟県及び群馬県との県境の村である。

## 地理

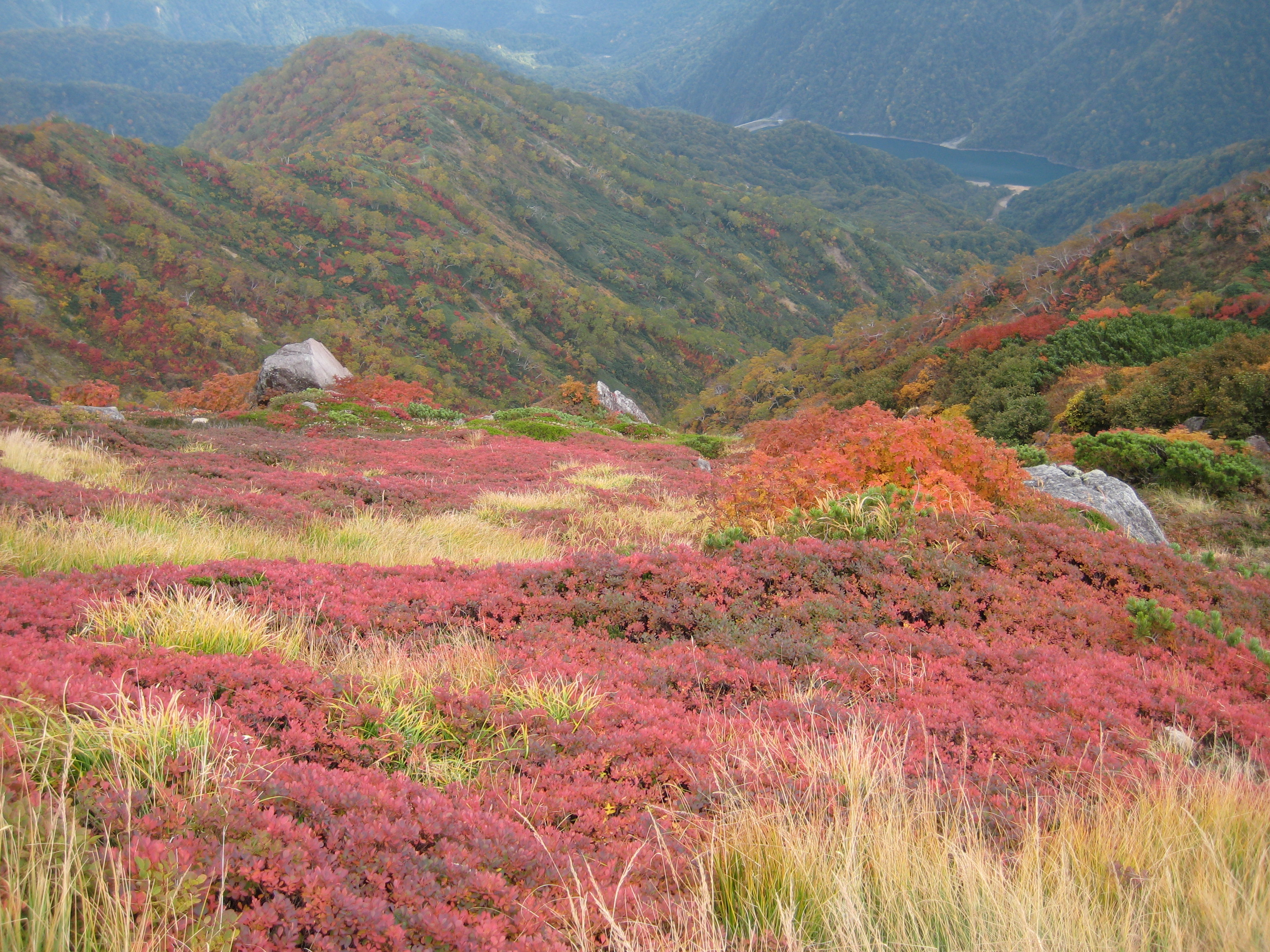
苗場山の紅葉

### 位置
長野県最北端の地点（北緯37度01分49秒）は、栄村と飯山市との境界未定地域に位置している。

### 地形

#### 山岳
主な山
- 苗場山[1]
- 佐武流山
- 鳥甲山[1]
- 白砂山

#### 河川
主な川
- 千曲川[1]
- 中津川[1]
- 志久見川[1]

## 気候
日本海側気候で日本有数の豪雪地帯であり、特別豪雪地帯の指定を受けている。その美しい景観から「にほんのさと100選」に選ばれている。村を流れる千曲川は、県境で呼称が「信濃川」に変わり、日本海へ注ぐ。
中心部にある飯山線森宮野原駅では、太平洋戦争中の1945年（昭和20年）2月12日に7.85mの積雪を記録している。JRが管轄する駅における積雪の最高記録地点であることを示す、7.85mの標柱が建てられている。。

## 人口
| |                                      |  |
| 栄村と全国の年齢別人口分布（2005年） | 栄村の年齢・男女別人口分布（2005年） |  |
| ■紫色 ― 栄村 ■緑色 ― 日本全国 | ■青色 ― 男性 ■赤色 ― 女性            |  |
| 栄村（に相当する地域）の人口の推移 \| 1970年（昭和45年） \| 4,449人 \| \| \| 1975年（昭和50年） \| 3,884人 \| \| \| 1980年（昭和55年） \| 3,502人 \| \| \| 1985年（昭和60年） \| 3,284人 \| \| \| 1990年（平成2年） \| 3,053人 \| \| \| 1995年（平成7年） \| 2,896人 \| \| \| 2000年（平成12年） \| 2,638人 \| \| \| 2005年（平成17年） \| 2,488人 \| \| \| 2010年（平成22年） \| 2,215人 \| \| \| 2015年（平成27年） \| 1,953人 \| \| \| 2020年（令和2年） \| 1,660人 \| \| |                                      |  |
| 総務省統計局 国勢調査より |                                      |  |
| 1970年（昭和45年） | 4,449人                              |  |
| 1975年（昭和50年） | 3,884人                              |  |
| 1980年（昭和55年） | 3,502人                              |  |
| 1985年（昭和60年） | 3,284人                              |  |
| 1990年（平成2年） | 3,053人                              |  |
| 1995年（平成7年） | 2,896人                              |  |
| 2000年（平成12年） | 2,638人                              |  |
| 2005年（平成17年） | 2,488人                              |  |
| 2010年（平成22年） | 2,215人                              |  |
| 2015年（平成27年） | 1,953人                              |  |
| 2020年（令和2年） | 1,660人                              |  |

## 隣接自治体
長野県
- 飯山市
- 下高井郡：山ノ内町
- 下高井郡：木島平村
- 下高井郡：野沢温泉村

新潟県
- 十日町市
- 上越市
- 中魚沼郡：津南町
- 南魚沼郡：湯沢町

群馬県
- 吾妻郡：中之条町

## 歴史

### 縄文時代
千曲川沿いのひんご遺跡や志久見川沿いの長瀬新田遺跡などがあり、日本最大級の大型深鉢を含む縄文時代中期の火焔型土器などが多く出土している（栄村歴史文化館「こらっせ」で展示されている）。従来「火焔型土器文化」の最南が新潟県津南町と思われていたが、栄村がその最南端の地と認められた · 。

### 中世
戦国時代
栄村は越後国・上野国との国境に位置し、戦国期には北信国衆は越後国上杉氏と、北信へ進出を図る甲斐国武田氏、相模国後北条氏の抗争に翻弄される。
特に武田・上杉間では北信を巡り川中島の戦いなど激しい戦いを繰り広げた。
村域の国衆では志久見郷の市河氏が統治していた。

### 近世
安土桃山時代
武田方に属していたが、武田氏の滅亡後は天正壬午の乱の際に上杉氏に属するようになる。
江戸時代
江戸時代には上杉家の家臣となっている。

### 近現代
昭和時代
- 1956年（昭和31年）9月30日、下水内郡水内村及び下高井郡堺村が合併して、下水内郡栄村が発足する。
- 1961年（昭和36年）2月16日、青倉地区で雪崩が発生。家屋4戸が全壊して11人が死亡、3人軽傷[6]。

### 現代
長野県北部地震
- 2011年（平成23年）3月12日に長野県北部地震が発生。

栄村では震度6強、その後も2度の余震で震度6弱を観測。住宅33棟が全壊、169棟が半壊し、村の足であるJR飯山線や国道117号などが不通になるなど壊滅的な被害を受けた。総人口の90%にあたる住民2000人以上が避難し、地震発生から5か月後、避難生活中に死亡した高齢者3人がこの地震による災害関連死と認定された。その後も同年9月21日の台風15号で大雨となり、2012年2月には平成24年の大雪により地震で通行止めとなっていた橋が積雪で崩落する等被害が発生した。
全半壊に至らない被害を含めた被災家屋は、当時の約920世帯のうち700棟近くに達した。地震前から村内で古文書を調査していた中央学院大学教授の白水智らが「地域史料保全有志の会」が、解体される家屋から古文書や民具の寄贈を受けるなど廃棄を防ぐ活動に取り組み、3万点以上を収集した。
- 2016年（平成28年）- 元小学校分校を改装した村立収蔵展示施設「歴史文化館こらっせ」も開館した[7]。

## 行政

### 村長
- 村長：宮川幹雄（2020年5月15日就任 1期目）

歴代首長
- 石沢清一（1956年11月 - 1964年11月）
- 市川和雄（1964年11月 - 1976年11月）
- 広瀬豊勝（1976年11月 - 1988年4月）
- 高橋彦芳（1988年5月15日 - 2008年5月14日）

補助金に頼らない田直し事業や、山間部に「下駄履きヘルパー」を派遣する事業が実施されるなど、過疎地に合わせた政策を展開。政府による一律基準の補助金を受け続けた場合、「補助金はあくまでも補助であるため、当地の財政は破綻する」と考え、独自の政策を掲げ村政運営をしてきた。なお良質の米が取れる地域であったことも幸いした。
- 島田茂樹（2008年5月15日 - 2016年5月14日）
- 森川浩市（2016年5月15日 - 2020年5月14日）

### 議会

#### 村議会
- 定数10人

#### 県議会
- 定数：1人
- 選挙区：飯山市・下水内郡選挙区
- 任期：2019年（平成31年）4月30日 - 2023年（令和5年）4月29日
- 宮本衡司（自由民主党）

#### 衆議院
- 選挙区：長野1区 （長野市（旧大岡村・豊野町・戸隠村・鬼無里村・信州新町・中条村域を除く）、須坂市、中野市、飯山市、上高井郡、下高井郡、下水内郡）
- 任期：2024年10月27日 - 2028年10月26日
- 当日有権者数：416,726人
- 投票率：55.74％

| 当落 | 候補者名 | 年齢 | 所属党派     | 新旧別 | 得票数    | 重複 |
| ---- | -------- | ---- | ------------ | ------ | --------- | ---- |
| 当   | 篠原孝   | 76   | 立憲民主党   | 前     | 105,231票 | ○    |
|      | 若林健太 | 60   | 自由民主党   | 新     | 88,792票  |      |
|      | 若狭清史 | 44   | 日本維新の会 | 新     | 33,470票  | ○    |

## 施設

### 警察
本部
- 長野県警察 飯山警察署

駐在所
- 水内駐在所（栄村）
- 堺駐在所（栄村）

### 消防
本部
- 北信地域#岳北広域行政組合

消防署
- 飯山消防署栄分署（栄村北信3433）

### 郵便局
主な郵便局
下記の4軒の郵便局があるが、どれも村役場近辺には立地していない。
- 平滝郵便局
- 野田沢郵便局
- 堺郵便局（ただし、堺地区の一部(〒949-8321)は新潟県津南町の大割野郵便局の集配区域）
- 小赤沢簡易郵便局

郵便番号
- 桑名川郵便局 389-2700～2703、2792 （秋山郷を除く）
- 大割野郵便局 949-8321（秋山郷）

### 文化施設
- 栄村歴史文化館

### 道の駅
- 道の駅信越さかえ

## 情報・通信

### マスメディア
村内は一部を除き長野県の民放テレビの全局が映らず、新潟県の民放テレビを視聴している地域が多かった。そのこともあり、2010年秋にケーブルテレビ（栄村ケーブルテレビ）が整備され、長野県の民放テレビ全局が視聴可能となった。ただし2025年現在も村内での直接受信では新潟県の民放全局が受信可能なのに対して長野県の民放全局は直接での受信が依然として困難である。

#### 放送局
テレビ放送
- 栄村ケーブルテレビ

## 生活基盤

### 電力
- 全域中部電力パワーグリッド管轄であるが、一部を除き、商用電源周波数が50Hzである。

発電所
発電所は、中部電力および東京電力リニューアブルパワーの水力発電所がある。

### 電信
市外局番
- 飯山MA 0269（秋山郷を除く）
- 十日町MA 025（秋山郷）

## 教育

### 中学校
村立
- 栄村立栄中学校

### 小学校
村立
- 栄村立栄小学校
- 栄村立栄小学校秋山分校

## 交通

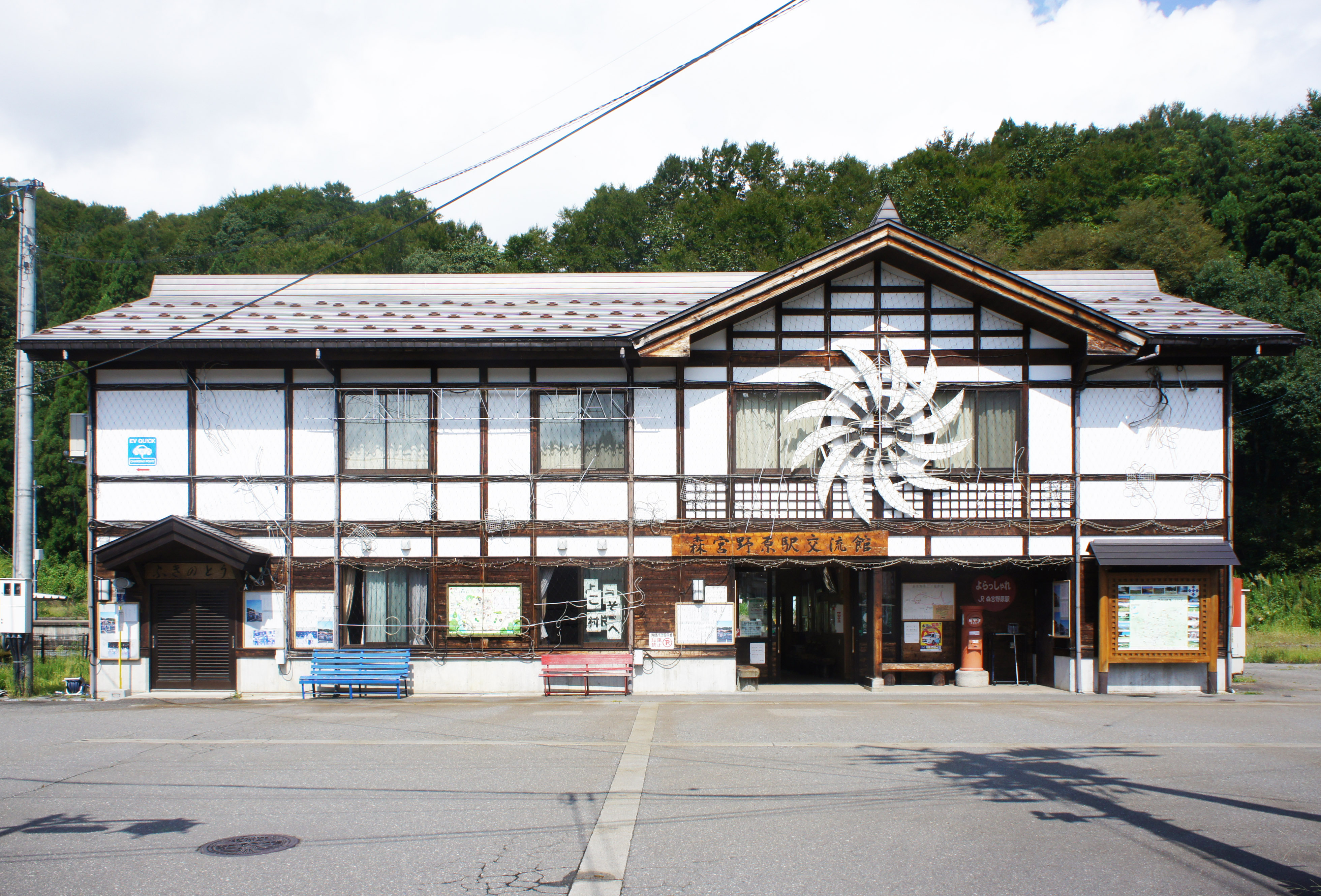
森宮野原駅

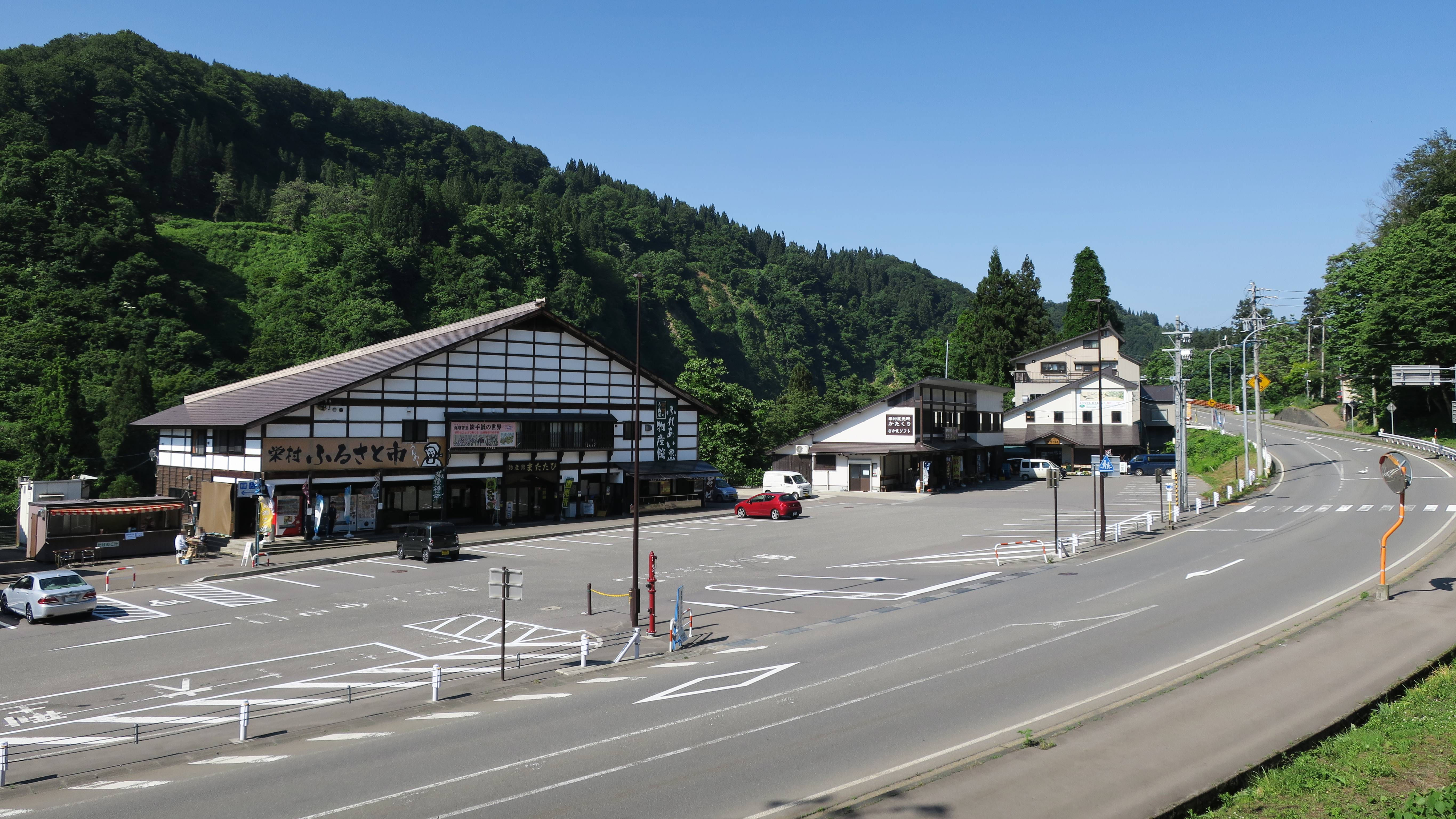
国道117号沿いにある道の駅信越さかえ

### 鉄道
中心となる駅：森宮野原駅

#### 鉄道路線
東日本旅客鉄道（JR東日本）
- ■飯山線：（飯山市）- 信濃白鳥駅 - 平滝駅 - 横倉駅 - 森宮野原駅 -（津南町）

### バス

#### 路線バス
- 南越後観光バス：津南町、越後湯沢駅方面
- 村内デマンド交通「かたくり号」

### 道路

#### 国道
- 国道117号 10.2km - 道の駅信越さかえが所在。
- 国道405号 10.8km

#### 県道
- 全長36.2km
- 長野県道407号長瀬横倉停車場線
- 長野県道408号箕作飯山線
- 長野県道502号奥志賀公園栄線（冬季一部閉鎖）
- 長野県道507号秋山郷森宮野原停車場線
- （新潟県道577号結東上郷宮野原線から村に接続）

#### 村道
- 全長314.6km

## 友好交流都市
- 東京都武蔵村山市
- 神奈川県横浜市栄区

## 観光

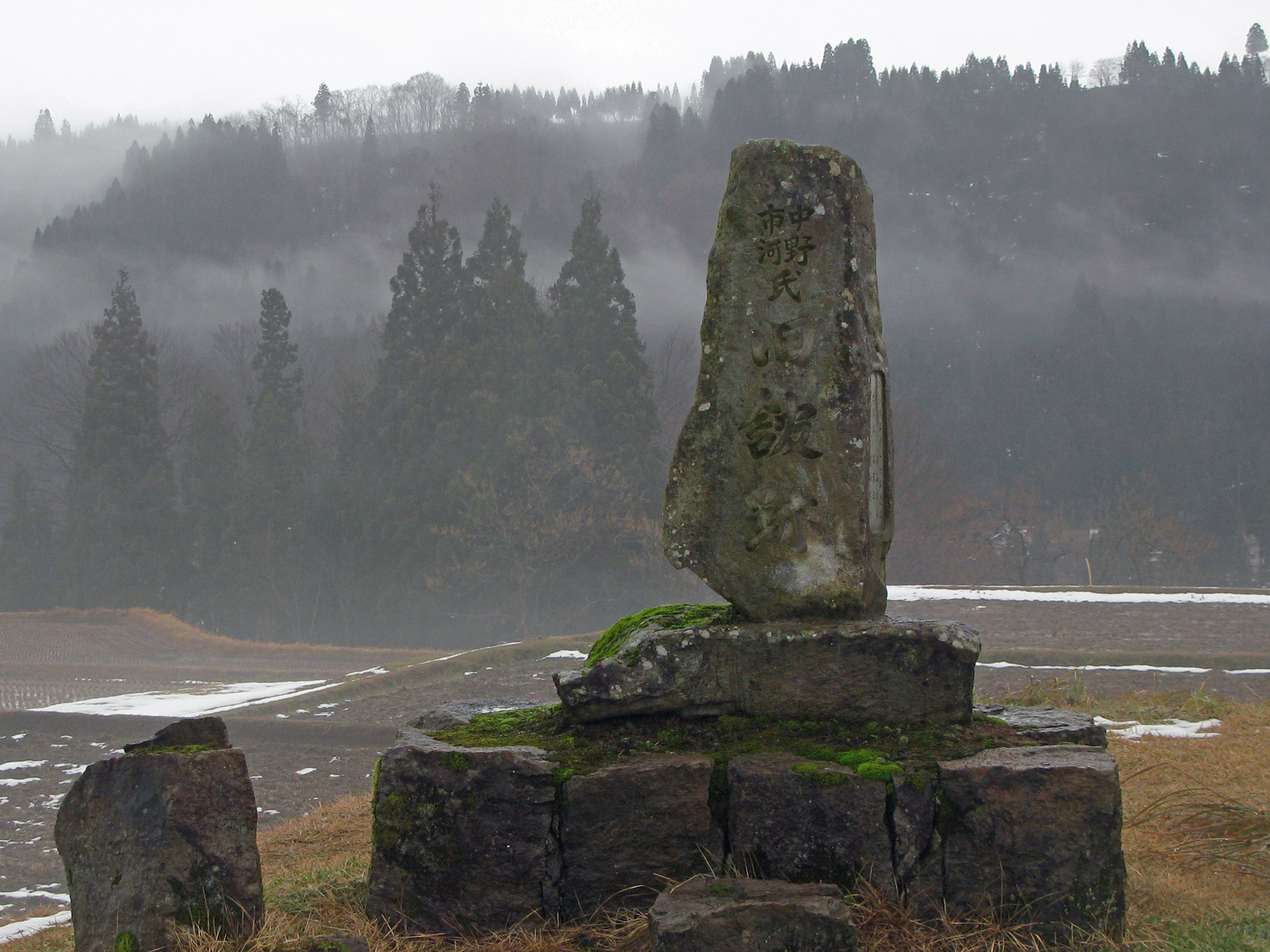
内池館

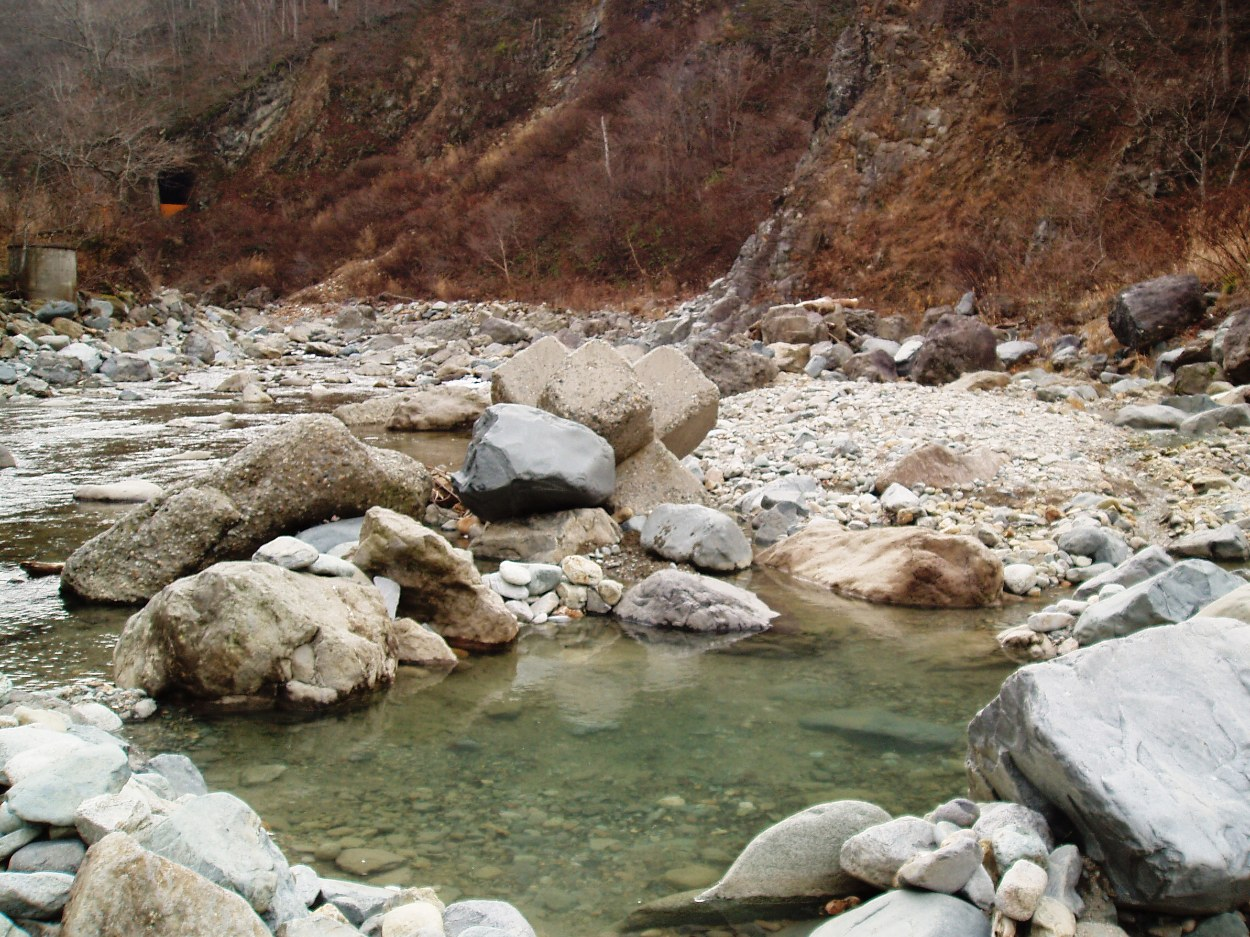
切明温泉

### 名所・旧跡
主な城郭・館
- 仙当城（せっとじょう）
- 城坂城（じょうさかじょう）
- 内池館（市河氏館跡）

主な寺院
- 常慶院

主な史跡

### 観光スポット
- 秋山郷
- 苗場山麓ジオパーク

文化施設
- 栄村歴史文化館

温泉
- 切明温泉 3施設（烏甲山に阻まれており、一旦木島平村か津南町を経由することになる）
- 和山温泉 9施設
- 屋敷温泉 2施設
- 小赤沢温泉 2施設
- 北野天満温泉
- 中条温泉 トマトの国
- 百合居温泉

スキー場
- さかえ倶楽部スキー場

## 文化・名物

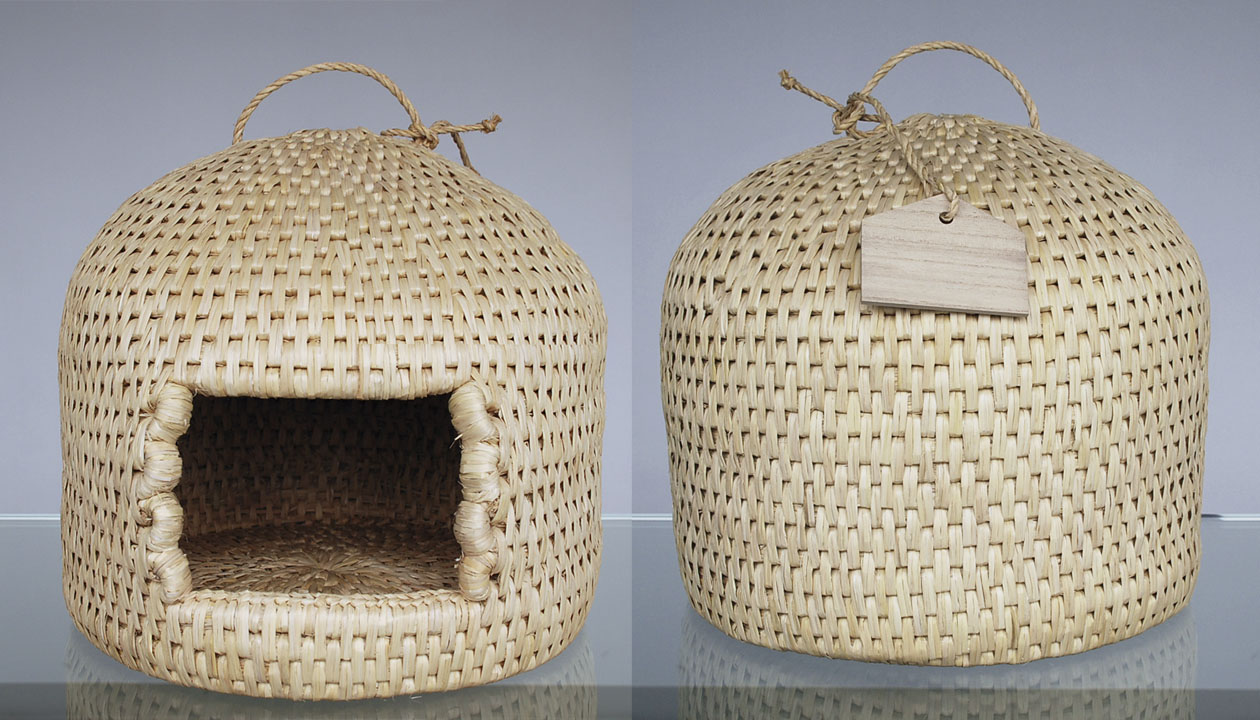
猫つぐら

### 名産・特産
- 猫つぐら

## スポーツ

### サッカー
- AC長野パルセイロ（Jリーグ・J3リーグ）